# Mario Biasci
Mario Biasci (Volterra, 25 agosto 1938 – Pisa, 9 maggio 2015) è stato un politico e ingegnere italiano.

## Biografia
Esponente della Democrazia Cristiana, approdò al consiglio regionale della Toscana in occasione delle elezioni del 1980, venendo poi riconfermato alle successive regionali del 1985.
Fu eletto alla Camera per le elezioni politiche del 1987, quando ottenne 32.902 preferenze, venendo poi rieletto alle politiche del 1992 con 20.078 preferenze.
Successivamente aderì all'UDC, con cui venne eletto consigliere comunale a Pisa nel 2008.
Nelle successive elezioni comunali del 2013 si candidò a sindaco di Pisa con una lista civica (Avvenire per Pisa) e ottenne l'1,4% dei voti.
È morto nel 2015 dopo una malattia.